# Арцела, Чезаре
Чезаре Арцела итал. Cesare Arzelà, 6 марта 1847, Санто-Стефано-ди-Магра — 15 марта 1912, там же) — итальянский математик. Основные сферы деятельности: алгебра, теория функций, математическая физика. Член Болонской академии наук, член-корреспондент Национальной академии деи Линчеи.

## Биография
Выходец из бедной семьи, Арцела рано проявил математические способности. В 1869 году окончил Высшую нормальную школу в Пизе. Там же (с 1871 года) слушал лекции Энрико Бетти и Улисса Дини.
В 1875—1878 преподавал в Техническом институте во Флоренции. С 1878 года возглавил кафедру алгебры Университета Палермо, спустя 2 года (1880) перешёл в Болонский университет на кафедру анализа. Среди его студентов был Леонида Тонелли.
Первые работы Арцела были посвящены теории упругости (исследованию деформации упругого эллипсоида). Позднее он занимался изучением экстремумов алгебраических функций и теорией функциональных рядов. Арцела ввёл понятие квазиравномерной сходимости и доказал теорему, дающую необходимые и достаточные условия непрерывности сходящегося на отрезке ряда непрерывных функций. Он также предложил многомерный анализ вариации функции одного переменного (вариация Арцела). Хорошо известна теорема Асколи — Арцела, играющая важную роль в функциональном анализе и в теории дифференциальных уравнений. Его именем названа теорема о предельном переходе под знаком интеграла.
В 1992 году в Италии было издано полное собрание трудов Чезаре Арцела в двух томах.